# قشلاق دمیرچلوی قره قشلاق حاج مجید
قشلاق دمیرچلوی قره قشلاق حاج مجید یک روستا در ایران است که در دهستان قشلاق جنوبی واقع شده‌است. قشلاق دمیرچلوی قره قشلاق حاج مجید ۱۶ نفر جمعیت دارد.